# Јагода китињача
Јагода китињача или мошусна јагода (лат. Fragaria moschata) европска је врста јагоде. Биљка је издржљива и може да преживи у различитим временским условима, па се због тога и доста гаји, нарочито у Италији. Плодови су мали и округли. Користе се у гурманској исхрани због свог интензивног мириса и врхунског укуса, који подсећа на мешавину укуса обичне јагоде, малине и ананаса.

## Распрострањеност
Јагода китњача расте у дивљини у ограниченом обиму у шумама централне Европе, на северу у Скандинавији, а на истоку у Русији. Расте на ободима шума и захтева влажно и наткривено станиште, с обзиром да не подноси температурне флуктуације.

## Полиплоидија
Све јагоде у основи имају хаплоидан број хромозома — 7. Ова врста је хексаплоидна, са три пара ових хромозома, односно укупно 42 хромозома.

## Култивација
Ова врста јагоде је од давнина култивисана у неким деловима Европе. Јагода китињача је прва врста јагоде која је имала име своје сорте, а то је било Le Chapiron (1576).
Гајење китињаче се не разликује од било које друге врсте јагоде; биљке успевају на плодном, хранљивом земљишту. Међутим, ни женске ни хермафродитне биљке нису у могућности да саме себе оплоде; оне траже полен од мушке биљке или другог хермафродитног хибрида исте врсте, што се углавном постиже опрашивањем помоћу инсеката.